# Mancasellus macrourus
Mancasellus macrourus is een pissebed uit de familie Asellidae. De wetenschappelijke naam van de soort is voor het eerst geldig gepubliceerd in 1890 door Garman.